# 1745 Фергюсон
1745 Фергюсон (1745 Ferguson) — астероїд головного поясу, відкритий 17 вересня 1941 року.
Тіссеранів параметр щодо Юпітера — 3,303.